# Султанов Юрій Ібрагімович
Султáнов Юрій Ібрагімович (6 березня 1948, Коломия — 4 травня 2003, Івано-Франківськ) — український методист, літературознавець, культуролог, поет азербайджанського походження. Кандидат педагогічних наук (1989), доцент (1992). 

## Біографія
Народився 6 березня 1948 року в місті Коломиї Івано-Франківської області. 1966 року закінчив Коломийську СШ № 9, а у 1970 році в м. Баку — Азербайджанський педагогічний інститут мов ім. М. Ф. Ахундова (спеціальність «Російська мова і література»). З 1970 року — на педагогічній роботі: звільнений секретар комсомольської організації і вчитель Коломийської СШ № 2 (1970–1972), заступник директора Коломийської середньої заочної школи (1973–1978), директор Новомарківської (нині — Рунгурської) СШ Коломийського району (1978–1980), директор Коломийської СШ № 9 (1980–1983), завідувач методичним кабінетом Коломийського району (1980), викладач Коломийського педагогічного училища (1983–1986). У 1986–1990 роках — асистент кафедри російської і зарубіжної літератури Івано-Франківського державного педагогічного інституту ім. В. С. Стефаника, у 1991 році — старший викладач цієї ж кафедри. З 1992 року  — доцент кафедри світової літератури Прикарпатського університету імені Василя Стефаника (м. Івано-Франківськ; тепер Прикарпатський національний університет імені Василя Стефаника).
У січні 1983 року був прикріплений до кафедри методики мови і літератури Київського державного педагогічного інституту (КДПІ) ім. О. М. Горького (нині — Національний педагогічний університет ім. М. П. Драгоманова) як пошукувач наукового ступеня кандидата педагогічних наук зі спеціальності «Методика викладання літератури». У 1985 році навчався в заочній аспірантурі при КДПІ ім. О. М. Горького, а в 1986 році — в річній аспірантурі. Під керівництвом доктора філологічних наук, професора І. А. Луценка написав і 22 травня 1989 року в Московському державному педагогічному інституті ім. В. І. Леніна захистив кандидатську дисертацію (див.: Султанов Ю. И. Изучение революционно-демократической критики как фактор литературного развития старшеклассников : автореф. дисс. ... канд. педагогич. наук по специальности 13.00.02 — методика преподавания литературы. — Киев, 1989; офіційні опоненти — доктор педагогічних наук, професор Т. Ф. Курдюмова, кандидат педагогічних наук, доцент Є. Н. Колокольцев). 1992 присвоєно вчене звання доцента.
Помер Юрій Ібрагімович Султанов 4 травня 2003 року в м. Івано-Франківську. Похований 6 травня 2003 року в м. Коломиї.

## Наукова діяльність
Спеціалізувався у сферах методології та теорії методики викладання літератури в школі, історії літератур Сходу. Автор і співавтор (у тому числі з доктором філологічних наук, професором М. В. Теплінським) численних шкільних підручників та навчальних посібників із російської і зарубіжної літератур, а також більше 60 наукових і науково-методичних студій, що друкувалися у провідних фахових виданнях, серед яких київські журнали «Русский язык и литература в средних учебных заведениях УССР», «Відродження», «Всесвітня література в середніх навчальних закладах України», «Зарубіжна література в навчальних закладах», «Гуманітарні науки», «Всесвітня література і культура в навчальних закладах України», івано-франківські видання «Джерела», «Вертикаль», «Галицько-буковинський хронограф», «Вісник Прикарпатського університету. Філологія» та ін.
Був членом редакційних колегій і науковим консультантом фахових часописів «Зарубіжна література в навчальних закладах», «Всесвітня література та культура в навчальних закладах України», гуманітарного альманаху «Галицько-буковинський хронограф».
Був лауреатом (І премія) Всеукраїнського конкурсу науково-методичних студій «У світі арабської літератури» (1996). Учасник всеукраїнського Міжцивілізаційного діалогу (2001-2003).
Під керівництвом Ю.І. Султанова було написано і підготовлено до захисту три кандидатські дисертації з методики викладання літератури, дві з яких успішно захищені за його життя. Серед відомих учнів - доктор педагогічних наук, професор Оксана Яківна Мариновська.

## Поетична творчість
Ю.І. Султанов є автором поетичних збірок «Алхимия виртуальных игр. Стихи и проза» (2001), «Камера-обскура. Стихи» (2002), «Я умру не в Парижі... Поезії» (2003).
Лауреат премії «Світлослов» (2002).

## Вибрані публікації
Наукові праці
Султанов Ю. Актуальні проблеми методики викладання літератури [редкол. І. В. Козлик (голова) та ін.] / Юрій Султанов. — Івано-Франківськ: Симфонія форте, 2013. — 324 с.: іл. — (Видання здійснене за фінансової підтримки Івано-Франківської обласної діаспори Конгресу Азербайджанців України, голова — Наджафов Матлаб Таріел оглу та родини Султанових). — Режим доступу: https://mega.nz/#!saZ3iABY!7U3WIngXV8mksu3n2KL49i1mc0clZVFeS5lYVX_TkvY [Архівовано 20 лютого 2016 у Wayback Machine.]
Султанов Ю. І. Статті з методики викладання світової (зарубіжної) літератури. — Режим доступу: https://www.twirpx.com/file/1208553
Султанов Ю. Джерела європейської літературної традиції в контексті синтезу культур. — Режим доступу: http://thule.primordial.org.ua/mesogaia/sultanov01.htm [Архівовано 3 листопада 2016 у Wayback Machine.]

Поетичні збірки
2001 — Алхимия виртуальных игр. Стихи и проза / вступит. ст. О. Гуцуляка; послесл. И. В. Козлика; худ. оформ. А. Н. Львовой. — Київ: Вежа, 2001. — 80 с. — (Збірка присвячена покійній дружині Тамарі Султановій). — ISBN 966-7091-40-6
2002 — Камера-обскура. Стихи / вступит. ст. В. Ешкилева; худож. оформ. В. В. Чернявского. — Ивано-Франковск: Гостинець, 2002. — 84 с. — ISBN 966-95931-4-Х
2003 — Я умру не в Парижі... Поезії / упор. В. Рябого; пер. з рос. В. Рябого, І. Козлика, Ю. Султанова; передм. Г. Петросаняк; худ. оформ. В. В. Чернявського. — Івано-Франківськ: Гостинець, 2003.— 84 с. — ISBN 966-95931-9-0
Інтерв'ю
Султанов Ю. Діалог Схід-Захід (інтерв’ю). — Режим доступу: http://thule.primordial.org.ua/mesogaia/sultanov.htm

## Вшанування пам'яті
При кафедрі світової літератури і порівняльного літературознавства Прикарпатського національного університету імені Василя Стефаника діє «Кабінет методики літератури імені доцента Юрія Султанова». 
На цій же кафедрі започатковано пролонгований науковий проект – всеукраїнську науково-практичну конференцію «Султанівські читання» (відбувається 1 раз на два роки)[Султанівські читання. (Конференція) — див.: http://www.pu.if.ua/depart/WorldLiterature/ua/4499 [Архівовано 10 лютого 2018 у Wayback Machine.]]. 
Однойменну назву — «Султанівські читання / Sultanivski chytannia» (ISSN 2415-3885 (online); ISSN 2313-5921 (print)) — має і фахове (літературознавче) видання, що виходить з 2010 року, яке вміщує також матеріали з методики викладання літератури у школах і вишах [Султанівські читання / Sultanivski chytanni (Збірник статей) — див.: http://www.sultanivskichytannia.if.ua [Архівовано 7 лютого 2018 у Wayback Machine.]].